# Marby
Marby ist eine französische Gemeinde mit 79 Einwohnern (Stand 1. Januar 2022) im Département Ardennes in der Region Grand Est (vor 2016: Champagne-Ardenne). Sie gehört zum Arrondissement Charleville-Mézières, zum Kanton Signy-l’Abbaye und zum Gemeindeverband Ardennes Thiérache.

## Geographie
Die Gemeinde liegt im 2011 gegründeten Regionalen Naturpark Ardennen. Umgeben wird Marby von den Nachbargemeinden Maubert-Fontaine im Norden, Étalle im Nordosten, Blombay im Südosten, Cernion im Süden sowie Flaignes-Havys im Westen.

## Geschichte
Das Dorf wurde zu Beginn des 13. Jahrhunderts vom Domkapitel der Kathedrale von Reims gegründet.

## Bevölkerungsentwicklung
| Jahr                       | 1962 | 1968 | 1975 | 1982 | 1990 | 1999 | 2009 | 2015 | 2019 |
| Einwohner                  | 121  | 108  | 87   | 82   | 69   | 66   | 66   | 58   | 72   |
| Quellen: Cassini und INSEE |      |      |      |      |      |      |      |      |      |

## Sehenswürdigkeiten

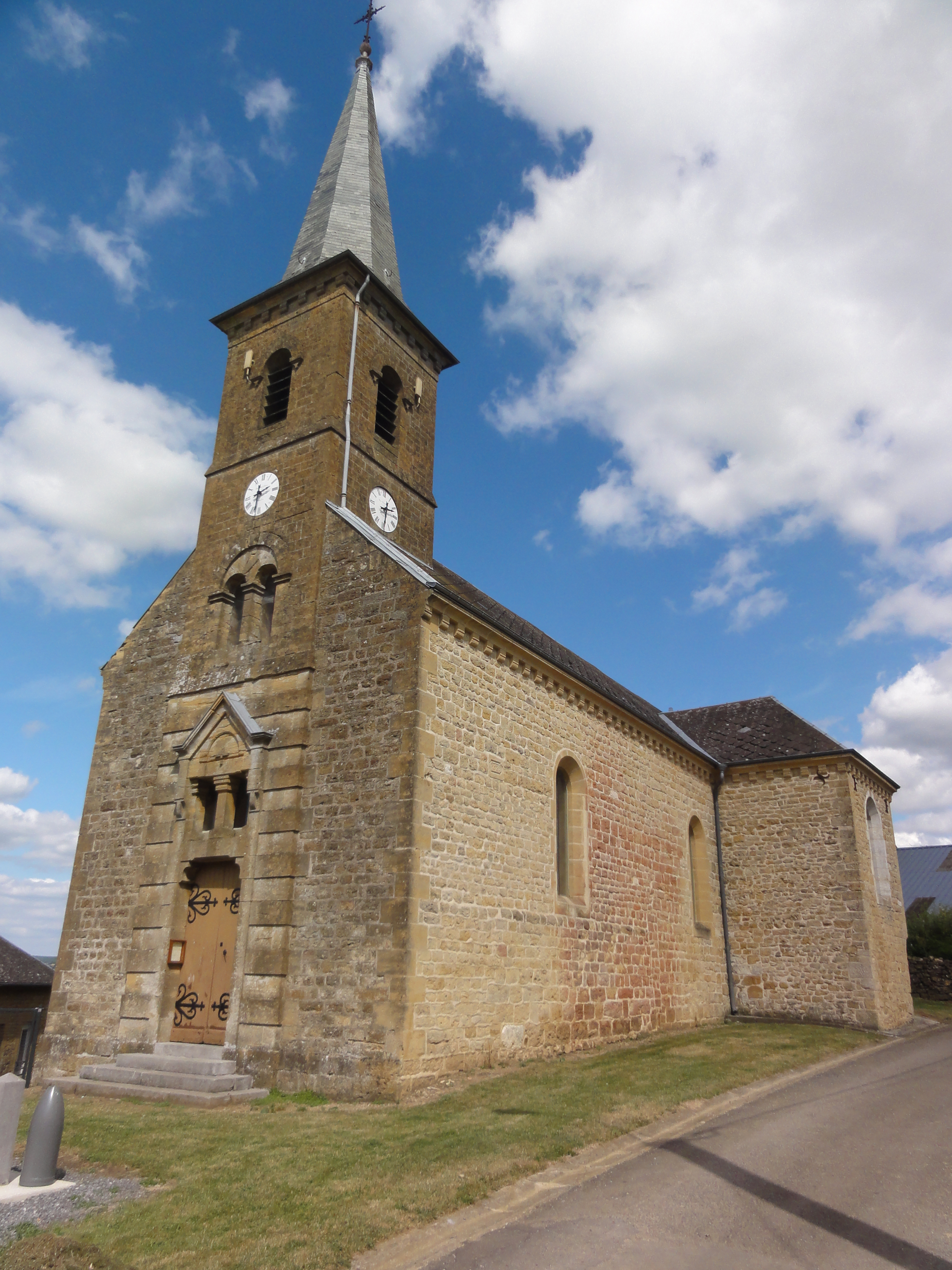
Kirche Saint-Amand

- Kirche Saint-Amand
- Lavoir